# Attilio De Feo
Attilio De Feo (Ortodonico, 24 septembre 1894 - Nice, 1985), peintre et photographe, est une figure de la résistance antifasciste italienne en France, notamment dans la région de Toulouse.

## Biographie
Né à Ortodonico, Montecorice, en Campanie (Sud de l'Italie) en 1894, Attilio De Feo devient peintre et photographe. Il s’installe à Tripoli, en Libye italienne, entre 1924 et 1928. Il y ouvre un studio photo. Il rentre ensuite en Italie où il s'installe dans le village d'Agnone Cilento en Campanie. Il émigre ensuite à Paris en juillet 1932 avec un passeport ordinaire émis par le siège de la police de Naples. Hostile au régime fasciste, il distribue brochures et périodiques antifascistes et adhère au mouvement Giustizia e Libertà après l'assassinat de Carlo et Nello Rosselli. Attilio De Feo est le photographe de leurs funérailles qui ont lieu à Paris le 19 juin 1937 ,. Il en tire un album commémoratif, relié en cuir rouge et composé de 24 pages cartonnées contenant chacune deux photos. Cet album reste une source d’information sur la cérémonie funèbre des deux frères, parrainée par la Ligue des droits de l’homme et la Maison des syndicats, et la procession à travers les rues de Paris jusqu'au cimetière du Père-Lachaise. Cet album sert à alimenter la résistance antifasciste. Il a été décrit par Chiara Colombini. Selon l'historien italien Mauro Canali, Attilio De Feo est d'un caractère très réservé sans position importante dans le mouvement Giustizia e Libertà. C'est pourquoi des tâches délicates lui sont confiées.
Il part vivre ensuite en Belgique, d'abord à Bruxelles puis à Charleroi. Il rentre en France au moment de l'occupation nazie et s'installe à Toulouse. Il fonde avec Joseph Marcetti, membre du Parti communiste italien, et Nino Pelloni, membre du Parti socialiste italien, fin 1943, le premier CILN (Comité italien de libération nationale) à Toulouse. Ce comité diffuse des tracts pour assurer la libération nationale et se soustraire aux réquisitions du Reich,.
En août 1944, il est nommé consul de Toulouse avec l'accord des autorités civiles et de l'armée française. Il investit ses fonctions consulaires provisoires à titre honorifique et gratuit. Il termine son existence à Nice.